# Cryptocline abietina
Cryptocline abietina är en svampart som beskrevs av Petr. 1924. Cryptocline abietina ingår i släktet Cryptocline, ordningen disksvampar, klassen Leotiomycetes, divisionen sporsäcksvampar och riket svampar.   Inga underarter finns listade i Catalogue of Life.